# Klinikum St. Marien Amberg
Das Klinikum St. Marien Amberg ist ein Krankenhaus der Schwerpunktversorgung im bayerischen Amberg. Das Klinikum wird seit 2004 als Kommunalunternehmen, Anstalt des öffentlichen Rechts der oberpfälzischen Stadt Amberg, geführt.
Es ist Akademisches Lehrkrankenhaus der Friedrich-Alexander-Universität Erlangen-Nürnberg und der Universität Regensburg.

## Allgemeines und Zahlen
Das Klinikum St. Marien verfügt über 578 Betten und beschäftigt, verteilt auf 18 Fach- und 4 Belegabteilungen sowie 6 Unterstützende Abteilungen, rund 2.100 Mitarbeiter. Jährlich werden im Klinikum rund 60.000 Patienten, davon 28.000 Patienten stationär, behandelt. Das Klinikum wurde mit einem regionalen Traumazentrum zertifiziert.

## Fachabteilungen
Das Klinikum St. Marien verfügt über folgende Abteilungen:
- Klinik für Innere Medizin I (Kardiologie, Nephrologie, internistische Intensivmedizin)
- Klinik für Innere Medizin II (Gastroenterologie, Onkologie, Endokrinologie, Infektiologie)
- Klinik für Innere Medizin III (Geriatrie und Frührehabilitation)
- Klinik für Innere Medizin IV (Pneumologie, Allergologie, Schlaf- und Beatmungsmedizin)
- Klinik für Allgemein-, Viszeral- und Thoraxchirurgie
- Klinik für Gefäßchirurgie
- Klinik für Unfallchirurgie, Orthopädie und Handchirurgie
- Klinik für Neurochirurgie
- Klinik für Frauenheilkunde und Geburtshilfe
- Klinik für Kinder und Jugendliche
- Klinik für Kinderchirurgie, Kinderorthopädie und Neuroorthopädie
- Klinik für Urologie
- Klinik für Neurologie und Stroke Unit
- Klinik für Anästhesiologie und operative Intensivmedizin
- Klinik für Strahlentherapie
- Zentrale Notaufnahme
- Institut für diagnostische und interventionelle Radiologie
- Palliativstation
- Schmerztherapie

## Belegabteilungen
- Augenklinik
- Hals-Nasen-Ohren-Heilkunde
- Mund-Kiefer-Gesichts-Chirurgie
- Orthopädie

## Unterstützende Therapeutische Abteilungen
- Ergotherapie
- Logopädie
- Musiktherapie
- Physikalische Therapie
- Psychoonkologie
- Sozialteam

## Amberger Modell Integrative Onkologie
Mit dem Amberger Modell Integrative Onkologie (am.io) verbindet das Klinikum St. Marien Amberg konventionelle Krebstherapien mit integrativen Behandlungsangeboten aus den Bereichen Bewegung, Ernährung, Entspannung, Psychoonkologie und Kunsttherapie. Die Integrative Onkologie wird begleitend zur konventionellen Onkologie unter dem Dach des Onkologischen Zentrums am Klinikum St. Marien angeboten. Integrative Verfahren können die Nebenwirkungen der konventionellen Therapie reduzieren und diese verträglicher machen.

## Rettungshubschrauber Christoph80
Die Notärzte des Klinikums St. Marien Amberg sind zusammen mit den Notärzten des Klinikums Weiden Teil der Besatzung des Rettungshubschraubers Christoph 80.

## Betriebsfeuerwehr des Klinikums
Die Betriebsfeuerwehr des Klinikums wurde am 10. Juli 2018 gegründet. Sie dient dazu, dass Patienten, Besucher und Mitarbeiter im Brandfall besser geschützt sind, leitet erste Hilfsmaßnahmen ein und verstärkt die örtlichen Feuerwehren. Außerdem gehören der Betriebsfeuerwehr auch speziell ausgebildete Landeplatzhelfer an, die rund um die Uhr für Sicherheit auf dem Hubschrauber-Dachlandeplatz sorgen.

## Förderverein FLIKA
Der Förderverein Klinik für Kinder und Jugendliche am Klinikum St. Marien Amberg e. V. (FLIKA Amberg e. V.) fördert die ganzheitliche Betreuung und Versorgung der Kinder und Jugendlichen im Krankenhaus. Der Verein unterstützt Aktionen für Gesundheit und gesundes Leben in der Region Stadt Amberg und Landkreis Amberg-Sulzbach und hilft betroffenen Familien die schwierige Krankenhauszeit zu bewältigen. Er wurde am 13. Januar 2005 gegründet.